# Copa Federación de Santa Fe 2022
La Copa Federación 2022 fue la decimoquinta edición de esa competición oficial, organizada por la Federación Santafesina de Fútbol, en la que participan equipos representantes de las 19 ligas afiliadas a dicha federación.
Consagró campeón al Club Náutico El Quillá, club afiliado a la Liga Santafesina de Fútbol, que logró de esta manera su primer título y obtuvo la clasificación al Torneo Regional Federal Amateur 2022-23. Se definió también la clasificación a la Copa Santa Fe 2022.

## Sistema de disputa
Los 16 equipos participantes disputaron una serie de eliminatorias a ida y vuelta, hasta consagrar al campeón. El torneo estuvo compuesto por cuatro etapas: octavos de final, cuartos de final, semifinales y final. Si una serie finalizó empatada en el global, se definió por penales.

## Equipos participantes
| Liga                                             | Equipo                      | Ciudad            | Departamento     |
| ------------------------------------------------ | --------------------------- | ----------------- | ---------------- |
| Asociación Rosarina de Fútbol Sin equipos        |                             |                   |                  |
| Liga Cañadense de Fútbol 1 equipo                | Defensores de Armstrong     | Armstrong         | Belgrano         |
| Liga Casildense de Fútbol Sin equipos            |                             |                   |                  |
| Liga de Fútbol Regional del Sud Sin equipos      |                             |                   |                  |
| Liga Departamental de Fútbol San Martín 1 equipo | Recreativo Las Petacas      | Las Petacas       | San Martín       |
| Liga Deportiva del Sur 1 equipo                  | Olimpia                     | Santa Teresa      | Constitución     |
| Liga Esperancina de Fútbol 1 equipo              | Juventud Unida              | Humboldt          | Las Colonias     |
| Liga Galvense de Fútbol 1 equipo                 | Polideportivo José Arijón   | Desvío Arijón     | San Jerónimo     |
| Liga Interprovincial de Fútbol 1 equipo          | Independiente               | Chañar Ladeado    | Caseros          |
| Liga Ocampense de Fútbol 1 equipo                | Huracán                     | Villa Ocampo      | General Obligado |
| Liga Rafaelina de Fútbol 1 equipo                | Atlético María Juana        | María Juana       | Castellanos      |
| Liga Reconquistense de Fútbol 1 equipo           | Atlético y Tiro Reconquista | Reconquista       | General Obligado |
| Liga Regional Ceresina de Fútbol 1 equipo        | Atlético Selva              | Selva (SdE)       | Rivadavia (SdE)  |
| Liga Regional Paivense de Fútbol 1 equipo        | Miramar                     | Arroyo Aguiar     | La Capital       |
| Liga Regional Sanlorencina de Fútbol 1 equipo    | Sargento Cabral             | Fray Luis Beltrán | San Lorenzo      |
| Liga Regional Totorense de Fútbol 1 equipo       | Defensores de Centeno       | Centeno           | San Jerónimo     |
| Liga Santafesina de Fútbol 1 equipo              | Náutico El Quillá           | Santa Fe          | La Capital       |
| Liga Venadense de Fútbol 1 equipo                | Juventud Unida              | Santa Isabel      | General López    |
| Liga Verense de Fútbol 1 equipo                  | Huracán                     | La Criolla        | San Justo        |

## Fase eliminatoria

### Cuadro de desarrollo
|  | Octavos de final            | Octavos de final            | Octavos de final            | Octavos de final            |   |                       | Cuartos de final    | Cuartos de final    | Cuartos de final    | Cuartos de final    |  |              | Semifinales                 | Semifinales                 | Semifinales                 | Semifinales                 |  |                      | Final            | Final            | Final            | Final            |  |
|  | 28 de enero al 6 de febrero | 28 de enero al 6 de febrero | 28 de enero al 6 de febrero | 28 de enero al 6 de febrero |   |                       | 12 al 20 de febrero | 12 al 20 de febrero | 12 al 20 de febrero | 12 al 20 de febrero |  |              | 27 de febrero al 6 de marzo | 27 de febrero al 6 de marzo | 27 de febrero al 6 de marzo | 27 de febrero al 6 de marzo |  |                      | 20 y 27 de marzo | 20 y 27 de marzo | 20 y 27 de marzo | 20 y 27 de marzo |  |
|  |                             |                             |                             |                             |   |                       |                     |                     |                     |                     |  |              |                             |                             |                             |                             |  |                      |                  |                  |                  |                  |  |
|  |                             |                             |                             |                             |   |                       |                     |                     |                     |                     |  |              |                             |                             |                             |                             |  |                      |                  |                  |                  |                  |  |
|  | Huracán (VO)                | 1                           | 2                           | 3 (2)                       |   |                       |                     |                     |                     |                     |  |              |                             |                             |                             |                             |  |                      |                  |                  |                  |                  |  |
|  | Huracán (VO)                | 1                           | 2                           | 3 (2)                       |   |                       |                     |                     |                     |                     |  |              |                             |                             |                             |                             |  |                      |                  |                  |                  |                  |  |
|  | Atlético y Tiro R. (p.)     | 0                           | 3                           | 3 (3)                       |   |                       |                     |                     |                     |                     |  |              |                             |                             |                             |                             |  |                      |                  |                  |                  |                  |  |
|  | Atlético y Tiro R. (p.)     | 0                           | 3                           | 3 (3)                       |   | Huracán (LC)          | 0                   | 2                   | 2                   |                     |  |              |                             |                             |                             |                             |  |                      |                  |                  |                  |                  |  |
|  |                             |                             |                             |                             |   | Huracán (LC)          | 0                   | 2                   | 2                   |                     |  |              |                             |                             |                             |                             |  |                      |                  |                  |                  |                  |  |
|  |                             |                             | Atlético y Tiro R.          | 1                           | 0 | 1                     |                     |                     |                     |                     |  |              |                             |                             |                             |                             |  |                      |                  |                  |                  |                  |  |
|  | Miramar (AA)                | 0                           | Atlético y Tiro R.          | 1                           | 0 | 1                     | 1                   | 1                   |                     |                     |  |              |                             |                             |                             |                             |  |                      |                  |                  |                  |                  |  |
|  | Miramar (AA)                | 0                           |                             |                             |   |                       |                     |                     |                     |                     |  |              |                             |                             |                             |                             |  |                      |                  |                  |                  |                  |  |
|  | Huracán (LC)                | 7                           | 6                           | 13                          |   |                       |                     |                     |                     |                     |  |              |                             |                             |                             |                             |  |                      |                  |                  |                  |                  |  |
|  | Huracán (LC)                | 7                           | 6                           | 13                          |   |                       |                     |                     |                     |                     |  | Huracán (LC) | 1                           | 2                           | 3                           |                             |  |                      |                  |                  |                  |                  |  |
|  |                             |                             |                             |                             |   |                       |                     |                     |                     |                     |  | Huracán (LC) | 1                           | 2                           | 3                           |                             |  |                      |                  |                  |                  |                  |  |
|  |                             |                             | Atlético María Juana        | 1                           | 3 | 4                     |                     |                     |                     |                     |  |              |                             |                             |                             |                             |  |                      |                  |                  |                  |                  |  |
|  | Atlético Selva              | 1                           | Atlético María Juana        | 1                           | 3 | 4                     | 1                   | 2 (3)               |                     |                     |  |              |                             |                             |                             |                             |  |                      |                  |                  |                  |                  |  |
|  | Atlético Selva              | 1                           |                             |                             |   |                       |                     |                     |                     |                     |  |              |                             |                             |                             |                             |  |                      |                  |                  |                  |                  |  |
|  | Juventud Unida (H) (p.)     | 1                           | 1                           | 2 (4)                       |   |                       |                     |                     |                     |                     |  |              |                             |                             |                             |                             |  |                      |                  |                  |                  |                  |  |
|  | Juventud Unida (H) (p.)     | 1                           | 1                           | 2 (4)                       |   | Juventud Unida (H)    | 0                   | 1                   | 1                   |                     |  |              |                             |                             |                             |                             |  |                      |                  |                  |                  |                  |  |
|  |                             |                             |                             |                             |   | Juventud Unida (H)    | 0                   | 1                   | 1                   |                     |  |              |                             |                             |                             |                             |  |                      |                  |                  |                  |                  |  |
|  |                             |                             | Atlético María Juana        | 3                           | 0 | 3                     |                     |                     |                     |                     |  |              |                             |                             |                             |                             |  |                      |                  |                  |                  |                  |  |
|  | Recreativo Las Petacas      | 0                           | Atlético María Juana        | 3                           | 0 | 3                     | 2                   | 2                   |                     |                     |  |              |                             |                             |                             |                             |  |                      |                  |                  |                  |                  |  |
|  | Recreativo Las Petacas      | 0                           |                             |                             |   |                       |                     |                     |                     |                     |  |              |                             |                             |                             |                             |  |                      |                  |                  |                  |                  |  |
|  | Atlético María Juana        | 2                           | 2                           | 4                           |   |                       |                     |                     |                     |                     |  |              |                             |                             |                             |                             |  |                      |                  |                  |                  |                  |  |
|  | Atlético María Juana        | 2                           | 2                           | 4                           |   |                       |                     |                     |                     |                     |  |              |                             |                             |                             |                             |  | Atlético María Juana | 0                | 0                | 0                |                  |  |
|  |                             |                             |                             |                             |   |                       |                     |                     |                     |                     |  |              |                             |                             |                             |                             |  | Atlético María Juana | 0                | 0                | 0                |                  |  |
|  |                             |                             | Náutico El Quillá           | 2                           | 3 | 5                     |                     |                     |                     |                     |  |              |                             |                             |                             |                             |  |                      |                  |                  |                  |                  |  |
|  | Náutico El Quillá           | 2                           | Náutico El Quillá           | 2                           | 3 | 5                     | 3                   | 5                   |                     |                     |  |              |                             |                             |                             |                             |  |                      |                  |                  |                  |                  |  |
|  | Náutico El Quillá           | 2                           |                             |                             |   |                       |                     |                     |                     |                     |  |              |                             |                             |                             |                             |  |                      |                  |                  |                  |                  |  |
|  | Poli. José Arijón           | 3                           | 1                           | 4                           |   |                       |                     |                     |                     |                     |  |              |                             |                             |                             |                             |  |                      |                  |                  |                  |                  |  |
|  | Poli. José Arijón           | 3                           | 1                           | 4                           |   | Defensores de Centeno | 0                   | 0                   | 0                   |                     |  |              |                             |                             |                             |                             |  |                      |                  |                  |                  |                  |  |
|  |                             |                             |                             |                             |   | Defensores de Centeno | 0                   | 0                   | 0                   |                     |  |              |                             |                             |                             |                             |  |                      |                  |                  |                  |                  |  |
|  |                             |                             | Náutico El Quillá           | 2                           | 3 | 5                     |                     |                     |                     |                     |  |              |                             |                             |                             |                             |  |                      |                  |                  |                  |                  |  |
|  | Defensores de Armstrong     | 0                           | Náutico El Quillá           | 2                           | 3 | 5                     | 3                   | 3                   |                     |                     |  |              |                             |                             |                             |                             |  |                      |                  |                  |                  |                  |  |
|  | Defensores de Armstrong     | 0                           |                             |                             |   |                       |                     |                     |                     |                     |  |              |                             |                             |                             |                             |  |                      |                  |                  |                  |                  |  |
|  | Defensores de Centeno       | 2                           | 2                           | 4                           |   |                       |                     |                     |                     |                     |  |              |                             |                             |                             |                             |  |                      |                  |                  |                  |                  |  |
|  | Defensores de Centeno       | 2                           | 2                           | 4                           |   |                       |                     |                     |                     |                     |  | Olimpia (ST) | 1                           | 1                           | 2                           |                             |  |                      |                  |                  |                  |                  |  |
|  |                             |                             |                             |                             |   |                       |                     |                     |                     |                     |  | Olimpia (ST) | 1                           | 1                           | 2                           |                             |  |                      |                  |                  |                  |                  |  |
|  |                             |                             | Náutico El Quillá           | 0                           | 3 | 3                     |                     |                     |                     |                     |  |              |                             |                             |                             |                             |  |                      |                  |                  |                  |                  |  |
|  | Sargento Cabral (FLB)       | 3                           | Náutico El Quillá           | 0                           | 3 | 3                     | 1                   | 4 (1)               |                     |                     |  |              |                             |                             |                             |                             |  |                      |                  |                  |                  |                  |  |
|  | Sargento Cabral (FLB)       | 3                           |                             |                             |   |                       |                     |                     |                     |                     |  |              |                             |                             |                             |                             |  |                      |                  |                  |                  |                  |  |
|  | Olimpia (ST) (p.)           | 3                           | 1                           | 4 (4)                       |   |                       |                     |                     |                     |                     |  |              |                             |                             |                             |                             |  |                      |                  |                  |                  |                  |  |
|  | Olimpia (ST) (p.)           | 3                           | 1                           | 4 (4)                       |   | Juventud Unida (SI)   | 1                   | 1                   | 2 (5)               |                     |  |              |                             |                             |                             |                             |  |                      |                  |                  |                  |                  |  |
|  |                             |                             |                             |                             |   | Juventud Unida (SI)   | 1                   | 1                   | 2 (5)               |                     |  |              |                             |                             |                             |                             |  |                      |                  |                  |                  |                  |  |
|  |                             |                             | Olimpia (ST) (p.)           | 1                           | 1 | 2 (6)                 |                     |                     |                     |                     |  |              |                             |                             |                             |                             |  |                      |                  |                  |                  |                  |  |
|  | Juventud Unida (SI)         | 2                           | Olimpia (ST) (p.)           | 1                           | 1 | 2 (6)                 | 2                   | 4                   |                     |                     |  |              |                             |                             |                             |                             |  |                      |                  |                  |                  |                  |  |
|  | Juventud Unida (SI)         | 2                           |                             |                             |   |                       |                     |                     |                     |                     |  |              |                             |                             |                             |                             |  |                      |                  |                  |                  |                  |  |
|  | Independiente (CL)          | 1                           | 1                           | 2                           |   |                       |                     |                     |                     |                     |  |              |                             |                             |                             |                             |  |                      |                  |                  |                  |                  |  |
|  | Independiente (CL)          | 1                           | 1                           | 2                           |   |                       |                     |                     |                     |                     |  |              |                             |                             |                             |                             |  |                      |                  |                  |                  |                  |  |
|  |                             |                             |                             |                             |   |                       |                     |                     |                     |                     |  |              |                             |                             |                             |                             |  |                      |                  |                  |                  |                  |  |

- Nota: En cada llave, el equipo que ocupa la primera línea es el que define la serie como local.

### Octavos de final
| Fechas                     | Local en la ida                | Global       | Local en la vuelta            | Ida | Vuelta |
| -------------------------- | ------------------------------ | ------------ | ----------------------------- | --- | ------ |
| 30 de enero y 6 de febrero | Atlético y Tiro Reconquista    | 3:3 (3:2 p.) | Huracán (Villa Ocampo)        | 0:1 | 3:2    |
| 30 de enero y 6 de febrero | Huracán (La Criolla)           | 13:1         | Miramar (Arroyo Aguiar)       | 7:0 | 6:1    |
| 30 de enero y 6 de febrero | Juventud Unida (Humboldt)      | 2:2 (4:3 p.) | Atlético Selva                | 1:1 | 1:1    |
| 30 de enero y 6 de febrero | Atlético María Juana           | 2:4          | Recreativo Las Petacas        | 0:2 | 2:2    |
| 30 de enero y 6 de febrero | Polideportivo José Arijón      | 4:5          | Náutico El Quillá             | 3:2 | 1:3    |
| 30 de enero y 6 de febrero | Defensores de Centeno          | 4:3          | Defensores de Armstrong       | 2:0 | 2:3    |
| 29 de enero y 6 de febrero | Olimpia (Santa Teresa)         | 4:4 (4:1 p.) | Sargento Cabral (FLB)         | 3:3 | 1:1    |
| 28 de enero y 5 de febrero | Independiente (Chañar Ladeado) | 2:4          | Juventud Unida (Santa Isabel) | 1:2 | 1:2    |

### Cuartos de final
| Fechas             | Local en la ida             | Global       | Local en la vuelta            | Ida | Vuelta |
| ------------------ | --------------------------- | ------------ | ----------------------------- | --- | ------ |
| 13 y 20 de febrero | Atlético y Tiro Reconquista | 1:2          | Huracán (La Criolla)          | 1:0 | 0:2    |
| 13 y 20 de febrero | Atlético María Juana        | 3:1          | Juventud Unida (Humboldt)     | 3:0 | 0:1    |
| 13 y 20 de febrero | Náutico El Quillá           | 5:0          | Defensores de Centeno         | 2:0 | 3:0    |
| 12 y 20 de febrero | Olimpia (Santa Teresa)      | 2:2 (6:5 p.) | Juventud Unida (Santa Isabel) | 1:1 | 1:1    |

### Semifinales
| Fechas                     | Local en la ida      | Global | Local en la vuelta     | Ida | Vuelta |
| -------------------------- | -------------------- | ------ | ---------------------- | --- | ------ |
| 27 de febrero y 6 de marzo | Atlético María Juana | 4:3    | Huracán (La Criolla)   | 1:1 | 3:2    |
| 27 de febrero y 6 de marzo | Náutico El Quillá    | 3:2    | Olimpia (Santa Teresa) | 0:1 | 3:1    |

### Final
| Fechas           | Local en la ida   | Global | Local en la vuelta   | Ida | Vuelta |
| ---------------- | ----------------- | ------ | -------------------- | --- | ------ |
| 20 y 27 de marzo | Náutico El Quillá | 5:0    | Atlético María Juana | 2:0 | 3:0    |

|                                       |
|                                       |
| Campeón Náutico El Quillá 1.er título |